# Zhengke
Zhengke (kinesiska: 正科乡, 正科) är en socken i Kina. Den ligger i provinsen Sichuan, i den sydvästra delen av landet, omkring 630 kilometer väster om provinshuvudstaden Chengdu. Antalet invånare är 2 800. Befolkningen består av 1 372 kvinnor och 1 428 män. Barn under 15 år utgör 31 %, vuxna 15-64 år 62 %, och äldre över 65 år 6,0 %.
Genomsnittlig årsnederbörd är 801 millimeter. Den regnigaste månaden är juli, med i genomsnitt 172 mm nederbörd, och den torraste är november, med 3 mm nederbörd.